# ATP Acapulco
Das internationale Tennisturnier Abierto Mexicano Telcel ist ein jährlich im mexikanischen Acapulco ausgetragenes ATP-Turnier. Das Turnier findet heutzutage im Februar und März statt und dauert eine Woche. Es ist Teil der ATP Tour 500, nach der Masters Series die zweithöchste Turnierkategorie der ATP Tour.

## Geschichte
Das Turnier wurde 1993 erstmals ausgetragen, damals noch in Mexiko-Stadt. Erst in der Saison 2001 erfolgte der Ortswechsel nach Acapulco, ausgetragen wurde das Turnier von 2001 bis 2021 im Hotel Princess Mundo Imperial, 2022 wechselte man in die Arena GNP Seguros. Die Ausgaben in Mexiko-Stadt fanden auf der Anlage des Club Alemán statt. Bis einschließlich 2013 spielte man auf Sandplätzen und war damit Teil des sogenannten Golden Swing, einer Reihe von Sandplatzturnieren in Lateinamerika zu Beginn der Saison. Seit der Saison 2014 spielt man auf Hartplätzen. Bevor die Veranstaltung 2000 der ATP Tour 500 angehörte, war sie Teil der ATP Tour 250.

## Siegerliste
Thomas Muster, Dominic Thiem und Alexander Zverev sind die einzigen deutschsprachigen Spieler, die das Turnier gewinnen konnten. Muster ist mit vier Siegen auch Rekordtitelträger – zusammen mit David Ferrer und Rafael Nadal. In der Doppelkonkurrenz konnte der Pole Łukasz Kubot außerdem dreimal triumphieren.

### Einzel
| Austragungsort | Jahr | Sieger                 | Finalgegner                 | Finalergebnis    |                  |
| Acapulco       |      |                        |                             |                  |                  |
| -------------- | ---- | ---------------------- | --------------------------- | ---------------- | ---------------- |
| Acapulco       | 2025 | Tomáš Macháč           | Alejandro Davidovich Fokina | 7:66, 6:2        |                  |
| Acapulco       | 2024 | Alex de Minaur (2)     | Casper Ruud                 | 6:4, 6:4         |                  |
| Acapulco       | 2023 | Alex de Minaur (1)     | Tommy Paul                  | 3:6, 6:4, 6:1    |                  |
| Acapulco       | 2022 | Rafael Nadal (4)       | Cameron Norrie              | 6:4, 6:4         |                  |
| Acapulco       | 2021 | Alexander Zverev       | Stefanos Tsitsipas          | 6:4, 7:63        |                  |
| Acapulco       | 2020 | Rafael Nadal (3)       | Taylor Fritz                | 6:3, 6:2         |                  |
| Acapulco       | 2019 | Nick Kyrgios           | Alexander Zverev            | 6:3, 6:4         |                  |
| Acapulco       | 2018 | Juan Martín del Potro  | Kevin Anderson              | 6:4, 6:4         |                  |
| Acapulco       | 2017 | Sam Querrey            | Rafael Nadal                | 6:3, 7:63        |                  |
| Acapulco       | 2016 | Dominic Thiem          | Bernard Tomic               | 7:66, 4:6, 6:3   |                  |
| Acapulco       | 2015 | David Ferrer (4)       | Kei Nishikori               | 6:3, 7:5         |                  |
| Acapulco       | 2014 | Grigor Dimitrow        | Kevin Anderson              | 7:61, 3:6, 7:65  |                  |
| Acapulco       | 2013 | Rafael Nadal (2)       | David Ferrer                | 6:0, 6:2         |                  |
| Acapulco       | 2012 | David Ferrer (3)       | Fernando Verdasco           | 6:1, 6:2         |                  |
| Acapulco       | 2011 | David Ferrer (2)       | Nicolás Almagro             | 7:64, 6:72, 6:2  |                  |
| Acapulco       | 2010 | David Ferrer (1)       | Juan Carlos Ferrero         | 6:3, 3:6, 6:1    |                  |
| Acapulco       | 2009 | Nicolás Almagro (2)    | Gaël Monfils                | 6:4, 6:4         |                  |
| Acapulco       | 2008 | Nicolás Almagro (1)    | David Nalbandian            | 6:1, 7:61        |                  |
| Acapulco       | 2007 | Juan Ignacio Chela (2) | Carlos Moyá                 | 6:3, 7:62        |                  |
| Acapulco       | 2006 | Luis Horna             | Juan Ignacio Chela          | 7:65, 6:4        |                  |
| Acapulco       | 2005 | Rafael Nadal (1)       | Albert Montañés             | 6:1, 6:0         |                  |
| Acapulco       | 2004 | Carlos Moyá (2)        | Fernando Verdasco           | 6:3, 6:0         |                  |
| Acapulco       | 2003 | Agustín Calleri        | Mariano Zabaleta            | 7:5, 3:6, 6:3    |                  |
| Acapulco       | 2002 | Carlos Moyá (1)        | Fernando Meligeni           | 7:64, 7:64       |                  |
| Acapulco       | 2001 | Gustavo Kuerten        | Galo Blanco                 | 6:4, 6:2         |                  |
| Mexiko-Stadt   | 2000 | Juan Ignacio Chela (1) | Mariano Puerta              | 6:4, 7:64        |                  |
| Mexiko-Stadt   | 1999 | keine Austragung       | keine Austragung            | keine Austragung | keine Austragung |
| Mexiko-Stadt   | 1998 | Jiří Novák             | Xavier Malisse              | 6:3, 6:3         |                  |
| Mexiko-Stadt   | 1997 | Francisco Clavet       | Juan Albert Viloca          | 6:4, 7:67        |                  |
| Mexiko-Stadt   | 1996 | Thomas Muster (4)      | Jiří Novák                  | 7:63, 6:2        |                  |
| Mexiko-Stadt   | 1995 | Thomas Muster (3)      | Fernando Meligeni           | 7:64, 7:5        |                  |
| Mexiko-Stadt   | 1994 | Thomas Muster (2)      | Roberto Jabali              | 6:3, 6:1         |                  |
| Mexiko-Stadt   | 1993 | Thomas Muster (1)      | Carlos Costa                | 6:2, 6:4         |                  |

### Doppel
| Austragungsort | Jahr | Sieger                                   | Finalgegner                            | Finalergebnis      |                  |
| Acapulco       |      |                                          |                                        |                    |                  |
| -------------- | ---- | ---------------------------------------- | -------------------------------------- | ------------------ | ---------------- |
| Acapulco       | 2025 | Christian Harrison Evan King             | Sadio Doumbia Fabien Reboul            | 6:4, 6:0           |                  |
| Acapulco       | 2024 | Hugo Nys Jan Zieliński                   | Santiago González Neal Skupski         | 6:3, 6:2           |                  |
| Acapulco       | 2023 | Alexander Erler Lucas Miedler            | Nathaniel Lammons Jackson Withrow      | 7:69, 7:63         |                  |
| Acapulco       | 2022 | Feliciano López Stefanos Tsitsipas       | Marcelo Arévalo Jean-Julien Rojer      | 7:5, 6:4           |                  |
| Acapulco       | 2021 | Ken Skupski Neal Skupski                 | Marcel Granollers Horacio Zeballos     | 7:63, 6:4          |                  |
| Acapulco       | 2020 | Łukasz Kubot (3) Marcelo Melo (2)        | Juan Sebastián Cabal Robert Farah      | 7:66, 6:74, [11:9] |                  |
| Acapulco       | 2019 | Alexander Zverev Mischa Zverev           | Austin Krajicek Artem Sitak            | 6:2, 6:74, [10:5]  |                  |
| Acapulco       | 2018 | Jamie Murray (2) Bruno Soares (2)        | Bob Bryan Mike Bryan                   | 7:64, 7:5          |                  |
| Acapulco       | 2017 | Jamie Murray (1) Bruno Soares (1)        | John Isner Feliciano López             | 6:3, 6:3           |                  |
| Acapulco       | 2016 | Treat Huey Maks Mirny                    | Philipp Petzschner Alexander Peya      | 7:65, 6:3          |                  |
| Acapulco       | 2015 | Ivan Dodig Marcelo Melo (1)              | Mariusz Fyrstenberg Santiago González  | 7:62, 5:7, [10:3]  |                  |
| Acapulco       | 2014 | Kevin Anderson Matthew Ebden             | Feliciano López Maks Mirny             | 6:3, 6:3           |                  |
| Acapulco       | 2013 | Łukasz Kubot (2) David Marrero (2)       | Simone Bolelli Fabio Fognini           | 7:5, 6:2           |                  |
| Acapulco       | 2012 | David Marrero (1) Fernando Verdasco      | Marcel Granollers Marc López           | 6:3, 6:4           |                  |
| Acapulco       | 2011 | Victor Hănescu Horia Tecău               | Marcelo Melo Bruno Soares              | 6:1, 6:3           |                  |
| Acapulco       | 2010 | Łukasz Kubot (1) Oliver Marach (2)       | Fabio Fognini Potito Starace           | 6:0, 6:0           |                  |
| Acapulco       | 2009 | František Čermák (2) Michal Mertiňák (2) | Łukasz Kubot Oliver Marach             | 4:6, 6:4, [10:7]   |                  |
| Acapulco       | 2008 | Oliver Marach (1) Michal Mertiňák (1)    | Agustín Calleri Luis Horna             | 6:2, 6:73, [10:7]  |                  |
| Acapulco       | 2007 | Potito Starace Martín Vassallo Argüello  | Lukáš Dlouhý Pavel Vízner              | 6:0, 6:2           |                  |
| Acapulco       | 2006 | František Čermák (1) Leoš Friedl         | Potito Starace Filippo Volandri        | 7:5, 6:2           |                  |
| Acapulco       | 2005 | David Ferrer Santiago Ventura            | Jiří Vaněk Tomáš Zíb                   | 4:6, 6:1, 6:4      |                  |
| Acapulco       | 2004 | Bob Bryan (2) Mike Bryan (2)             | Juan Ignacio Chela Nicolás Massú       | 6:2, 6:3           |                  |
| Acapulco       | 2003 | Mark Knowles Daniel Nestor               | David Ferrer Fernando Vicente          | 6:3, 6:3           |                  |
| Acapulco       | 2002 | Bob Bryan (1) Mike Bryan (1)             | Martin Damm David Rikl                 | 6:1, 3:6, [10:2]   |                  |
| Acapulco       | 2001 | Donald Johnson (3) Gustavo Kuerten       | David Adams Martín Alberto García      | 6:3, 7:65          |                  |
| Mexiko-Stadt   | 2000 | Byron Black Donald Johnson (2)           | Gastón Etlis Martín Rodríguez          | 6:3, 7:5           |                  |
| Mexiko-Stadt   | 1999 | keine Austragung                         | keine Austragung                       | keine Austragung   | keine Austragung |
| Mexiko-Stadt   | 1998 | Jiří Novák David Rikl                    | Daniel Orsanic David Roditi            | 6:4, 6:2           |                  |
| Mexiko-Stadt   | 1997 | Nicolás Lapentti Daniel Orsanic          | Luis-Enrique Herrera Mariano Sánchez   | 4:6, 6:3, 7:6      |                  |
| Mexiko-Stadt   | 1996 | Donald Johnson (1) Francisco Montana (2) | Nicolás Pereira Emilio Sánchez Vicario | 6:2, 6:4           |                  |
| Mexiko-Stadt   | 1995 | Javier Frana Leonardo Lavalle (2)        | Marc-Kevin Goellner Diego Nargiso      | 7:5, 6:3           |                  |
| Mexiko-Stadt   | 1994 | Francisco Montana (1) Bryan Shelton      | Luke Jensen Murphy Jensen              | 6:3, 6:4           |                  |
| Mexiko-Stadt   | 1993 | Leonardo Lavalle (1) Jaime Oncins        | Horacio de la Peña Jorge Lozano        | 7:6, 6:4           |                  |